# گنجینه ملی: کتاب اسرار
گنجینه ملی: کتاب اسرار (به انگلیسی: National Treasure: Book of Secrets) فیلمی محصول سال ۲۰۰۷ به کارگردانی جان ترتل‌تاب است . در این فیلم نیکلاس کیج، اد هریس، دیانه کروگر، هاروی کایتل، جان ویت، جاستین بارتا، بروس گرین وود، هلن میرن ، آلیسیا کوپولا، تای بورل، آلبر هال بازی کردند. این فیلم پس از گنجینه ملی دومین قسمت این مجموعه فیلمها است

## آلبوم موسیقی فیلم
آلبوم موسیقی این فیلم توسط آهنگساز فیلم (تروور رابین) مدتی بعد از اکران فیلم به بازار موسیقی عرضه شد .